# Katholische Pfarrkirche Stadtschlaining

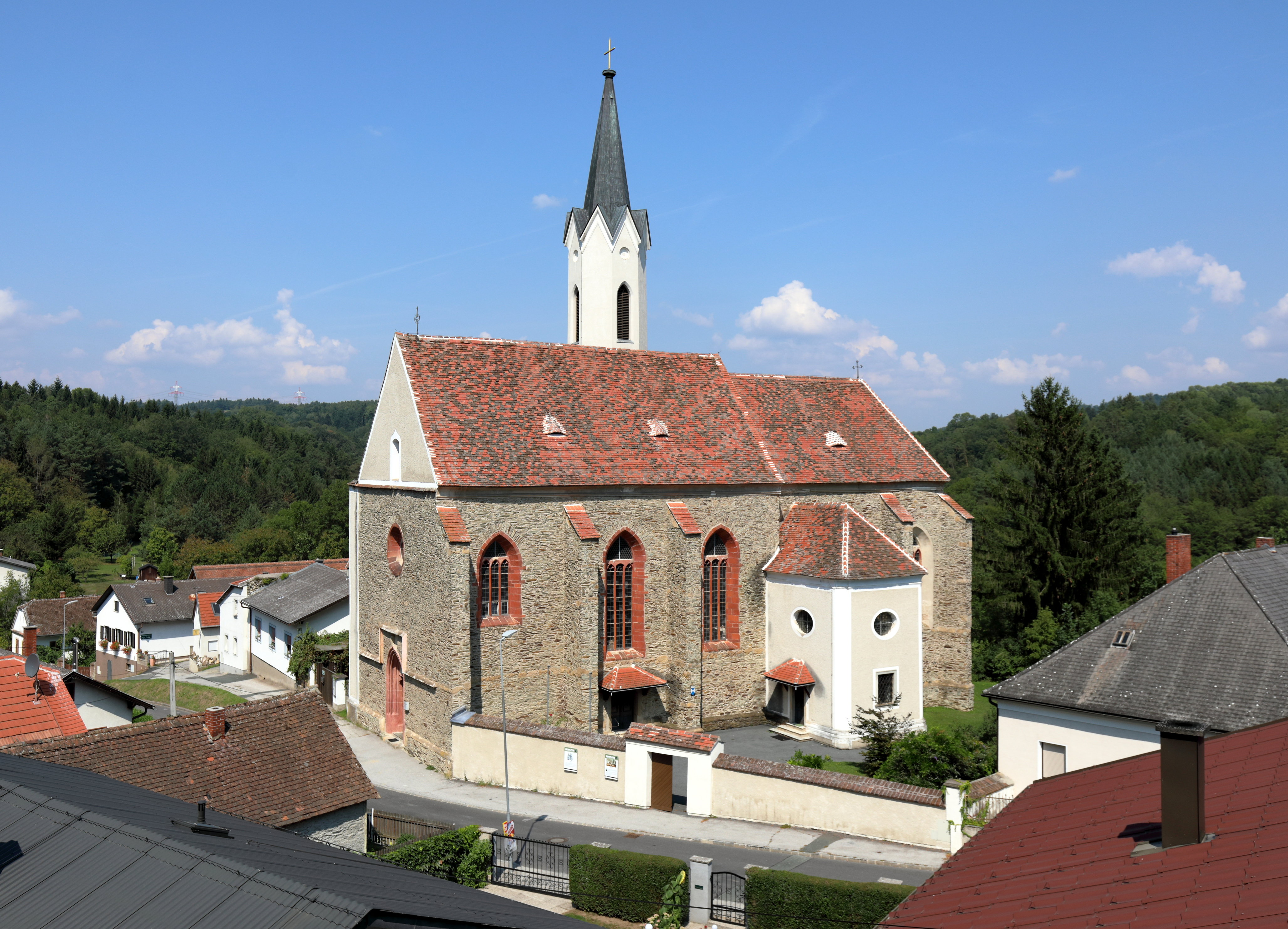
Kath. Pfarrkirche hl. Josef

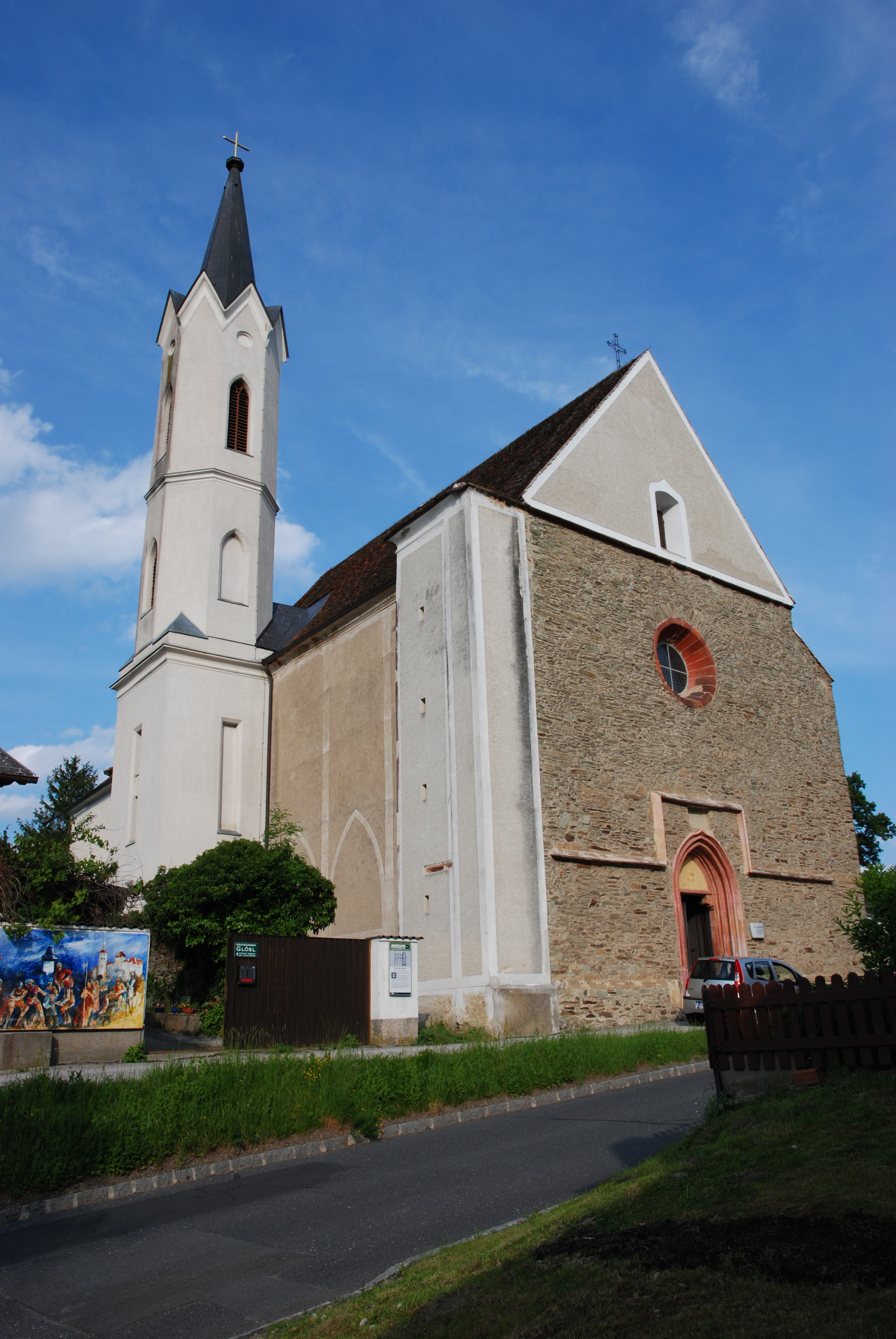
Westansicht der Pfarrkirche

Die römisch-katholische Pfarrkirche Stadtschlaining steht in der Stadtgemeinde Stadtschlaining im Bezirk Oberwart im Burgenland. Die dem heiligen Josef geweihte Kirche gehört zum Dekanat Rechnitz in der Diözese Eisenstadt. Die Kirche steht unter Denkmalschutz.

## Geschichte
Im dritten Viertel des 15. Jahrhunderts gründete Andreas Baumkircher die Kirche mit einem Paulinerkloster außerhalb des Mauerringes der Stadt. Eine mittelalterliche Pfarre mit einer nicht mehr vorhandenen Kirche innerhalb des Mauerringes gilt als wahrscheinlich, im Hof des Bürgerhauses Rochusplatz 2 sind Reste einer gotischen Kirche. Anfangs war die Kirche eine Marienkirche. Zwischenzeitlich war die Kirche evangelisch. Im 17. und 18. Jahrhundert war das Patrozinium die Hl. Dreifaltigkeit, ab dem 19. Jahrhundert der hl. Joseph. Die Kirche wurde 1807 zur Pfarrkirche erhoben.
Das am Ende des 16. Jahrhunderts aufgelassene Paulinerkloster unmittelbar an der Nordwestseite der Kirche ist teilweise als Ruine mit Kapelle und Kreuzgang frei erhalten und teilweise in Häusern verbaut.
Der Pfarrhof auf dem Grundstück des aufgelassenen Friedhofes bei der Kirche wurde 1820 gebaut, 1877 umgebaut und 1977 modernisiert.

## Architektur
Der gotische Kirchenbau mit Strebepfeilern und einem mittelalterlichen Treppentürmchen erhielt mit Architekt Karl Rösner in der Mitte des 19. Jahrhunderts einen schlanken dreigeschoßigen Turm mit Spitzhelm. Auffallend in dem gotischen Portal in der Giebelfassade ist ein Bogenfeldrelief mit dem Wappen der Baumkircher. An den zum Langhaus etwas eingezogenen langen Chor mit einem Fünfachtelschluss und Strebepfeilern schließt sich der barocke Sakristeianbau an. 
Das dreijochige Kirchenschiff mit gotischen Fenstern hat ein barockes Tonnengewölbe mit Stichkappen mit im 1. Viertel des 18. Jahrhunderts aufgelegten Terrakottarippen als Netzgewölbe in der sogenannten Pietätform. Die gotische Orgelempore über einem Kreuzrippengewölbe mit gerader Brüstung hat einen Schlussstein mit dem Baumkircher-Wappen. Den Übergang zwischen Langhaus und Chor bildet ein hoher profilierter spitzbogiger Triumphbogen. Im Chor ist über den zwei Jochen und dem Altarraum ein zartes gotisches Sternrippengewölbe mit Rippen aus Terrakotta und Scheibenschlusssteinen und einem Konsolkopf hinter dem Hochaltar. Auch das Maßwerk der Fenster im Langhaus und Chor wurde mit Terrakotta gemacht.

## Ausstattung

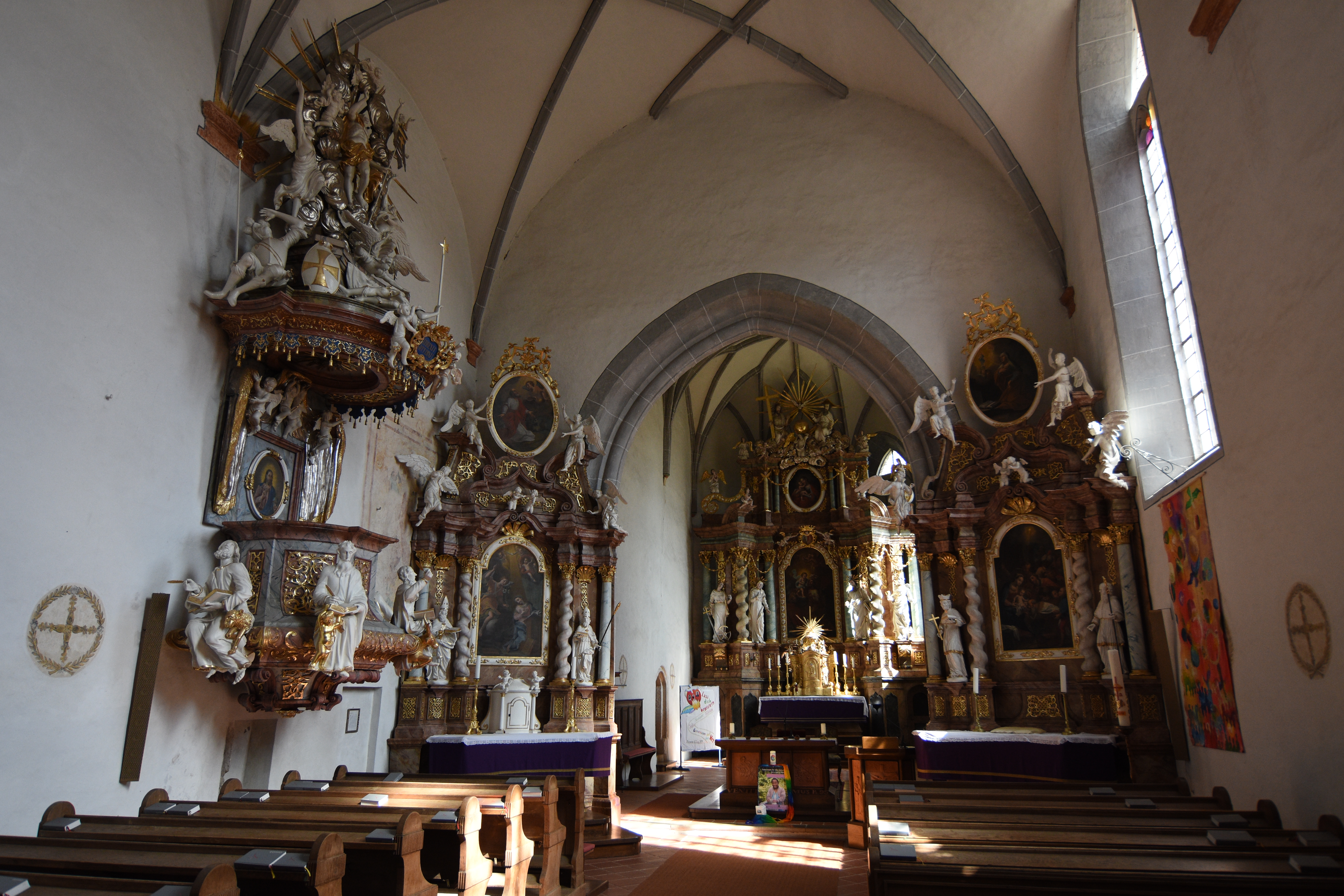
Die Innenansicht

Die Kirche besitzt eine bemerkenswerte barocke Einrichtung aus dem 2. und 3. Viertel des 18. Jahrhunderts. Der Hochaltar hat eine dreigeschoßige Wand in der vollen Höhe und Breite der Apsis und Opfergangportale und zeigt als Altarbild den hl. Joseph und als Aufsatzbild die Madonna vom Maler Johann Cyriak Hackhofer. Bei glatten und gedrehten Säulen stehen die Figuren der Heiligen Joachim, Anna, Katharina und Barbara. Im Aufsatz mit breiten Voluten und Säulen ist eine plastische Gruppe der Hl. Dreifaltigkeit mit Engeln und dem Wappen der Batthyány.
Links und rechts an der Triumphbogenwand sind Seitenaltäre.
Das Taufbecken mit einem siebenkantigen Becken aus Stein zeigt das Wappen der Baumkircher und der Puchheim und das Jahr 1512, auf dem Holzdeckel ist eine Figur Johannes der Täufer aus dem 2. Viertel des 18. Jahrhunderts. Die Orgel aus 1777 mit 9 Registern wurde von Johann Jakob Jetter gebaut. Das Gehäuse weist eine Figur von König David auf. Eine Glocke goss 1726 Johann Georg Angerer aus Graz.